# Marco Claudio Marcello Esernino (console 22 a.C.)
Marco Claudio Marcello Esernino (in latino Marcus Claudius Marcellus Aeserninus; ... – post 22 a.C.) è stato un militare e politico romano.

## Biografia
Nacque da Marco Claudio Marcello Esernino, un legionario durante la Guerra sociale, ma secondo alcuni storici erano la stessa persona.
Fu questore nel 48 a.C. e servì sotto il pretore Quinto Cassio Longino in Hispania Ulterior. Nel 47 a.C. fu messo a capo di una rivolta popolare contro Longino, che abusava delle ricchezze della provincia, e lo combatté con soldati sia romani che spagnoli. Esernino decise di non sbilanciarsi troppo politicamente, a causa della Guerra civile tra Pompeo e Cesare e fece favori a entrambi. Quando Cesare conquistò la provincia Esernino venne cacciato poiché Longino era un Cesariano, ma venne subito ricreato questore con molti onori e Longino fu cacciato dalla provincia.
Fu eletto console nel 22 a.C., anno nel quale Roma fu sommersa dalle acque del Tevere. Sposò Asinia, la figlia del console del 40 a.C. Gaio Asinio Pollione, dalla quale ebbe un figlio a lui omonimo, Marco Claudio Marcello Esernino.